# Mister Spex

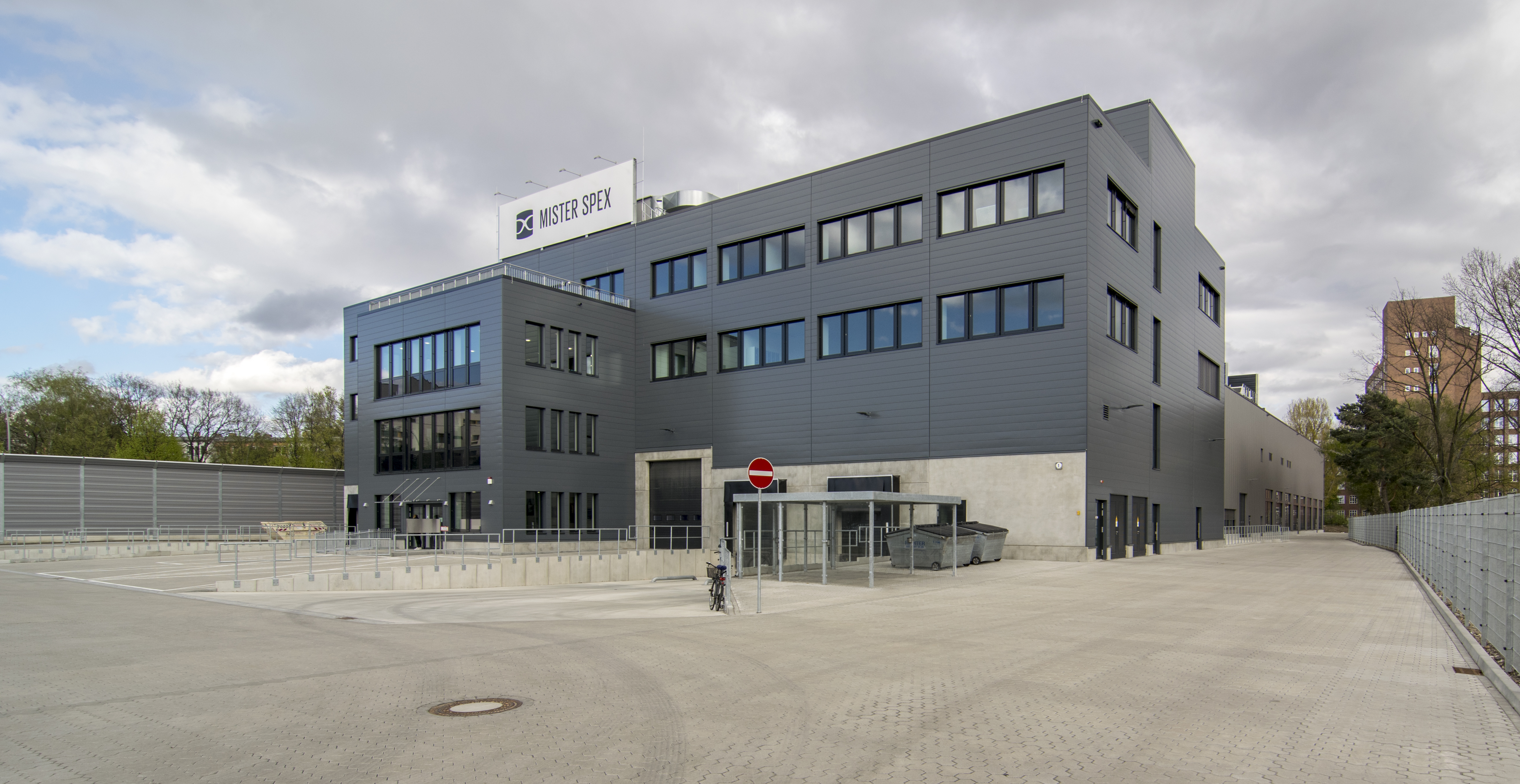
Logistikzentrum Berlin Wohlrabedamm

Die Mister Spex SE ist ein deutscher Online-Optiker, der 2016 als der größte Deutschlands und Europas galt. Aufgrund seines Omnichannel-Vertriebskonzeptes zählt das Unternehmen zu den Pionieren in der Branche des Onlinemarketings für optische Produkte.

## Geschichte
Das Unternehmen wurde im Dezember 2007 von Dirk Graber, Björn Sykora, Philipp Frenkel und Thilo Hardt mit dem Ziel gegründet, den bis dahin wenig in Deutschland präsenten Brillen-Onlinehandel mit einem einfachen Online-Einkaufsmodell für Brillen voranzubringen. Unterstützt wurde das Unternehmen in den ersten Jahren von Investmentgesellschaften wie DN Capital aus England, Xange aus Frankreich, Grazia Equity, High-Tech Gründerfonds, Team Europe Ventures und Astutia Ventures, die nach eigenen Angaben 2010 insgesamt mehr als sieben Millionen Euro Kapital zur Verfügung stellten.
Seit 2011 bietet Mister Spex die Möglichkeit, im Rahmen seines Omnichannel-Konzeptes Sehtests und Brillenanpassungen bei lokalen Partnerunternehmen durchführen zu lassen, die im Gegenzug am Gewinn beteiligt sind.
In den Jahren 2013 und 2015 erweiterte das Unternehmen sein Tätigkeitsfeld und übernahm die Online-Eyewear-Shops Lensstore und Loveyewear in Schweden und den norwegischen Kontaktlinsenhersteller Lensit.
Nachdem Mirko Caspar 2023 das Unternehmen verlassen hatte, bat auch Dirk Graber im Juli 2024 um seine Ablösung; damit ist der letzte der Gründer ausgeschieden.

## Unternehmen

### Geschäftsmodell
Das Unternehmen bietet Brillen, Sonnenbrillen, Kontaktlinsen und dazu passende Pflegemittel über seine eigenen Websites an. Neben Deutschland ist Mister Spex auch in Österreich, Frankreich, Großbritannien, Spanien, den Niederlanden und der Schweiz aktiv und übernahm im Juli 2013 zudem das schwedische Online-Brillen-Unternehmen Lensstore, das mittlerweile in Norwegen, Finnland und Schweden unter der Marke Mister Spex operiert, sowie im Januar 2015 den norwegischen Kontaktlinsenhändler Lensit.
Das Unternehmen verfolgt dabei einen Omnichannel-Ansatz, der in Deutschland, Österreich, der Schweiz, den Niederlanden und Schweden Anwendung findet. Dieses Konzept beinhaltet die Zusammenarbeit mit 500 vor Ort ansässigen Partneroptikern. Bei diesen können grundlegende Dienstleistungen abgewickelt werden, die online nicht durchführbar sind, wie beispielsweise der Sehtest oder Brillenanpassungen.

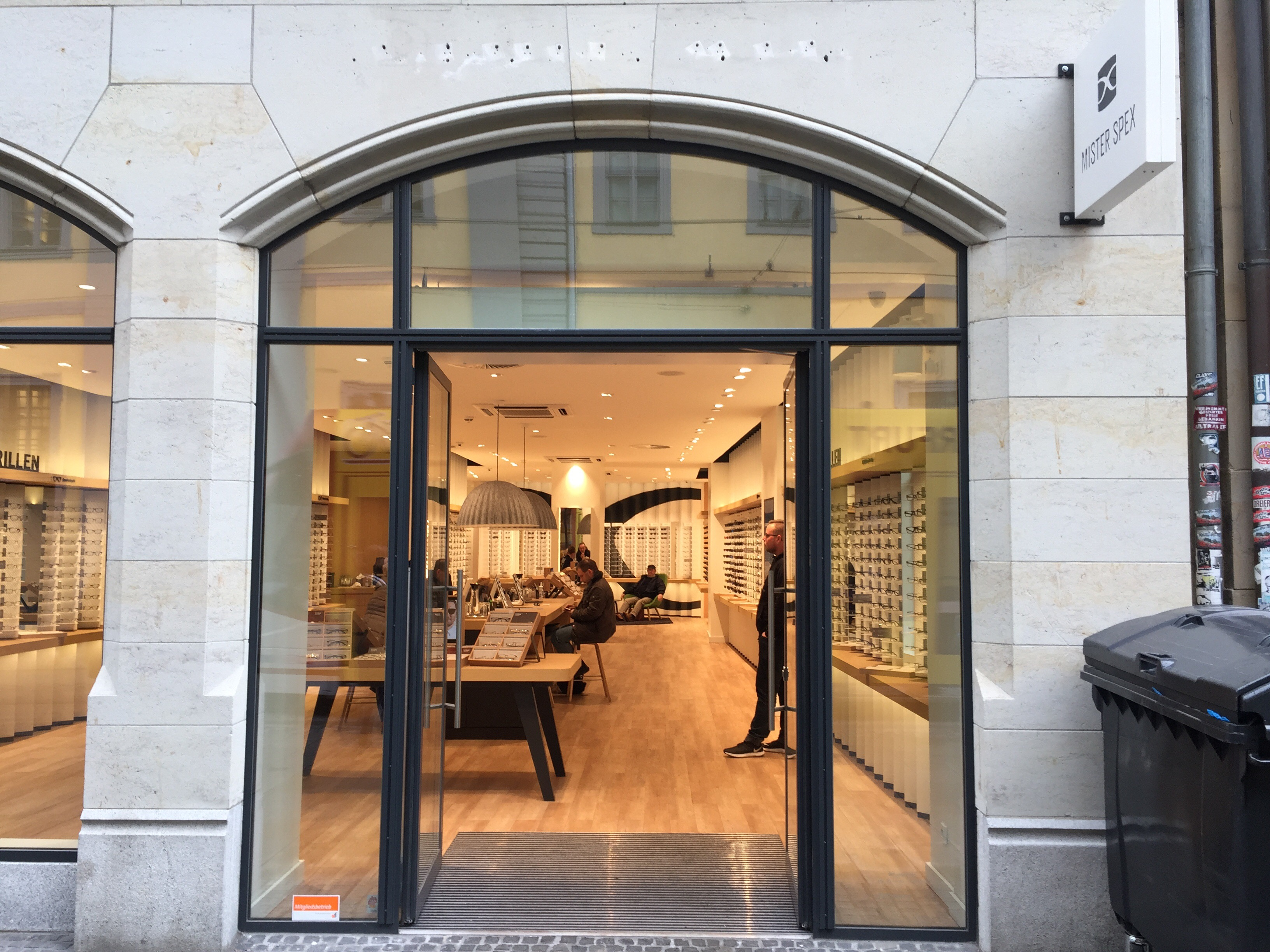
Mister-Spex-Geschäft, 2019

### Standorte
In Berlin eröffnete 2016 der erste stationäre Laden als firmeneigenes Geschäft. 2021 ist Mister Spex Europas führender Omnichannel-Optiker mit Internetpräsenz in zehn Ländern und über 45 eigenen Läden in ganz Deutschland.

### Börsennotierung
2020 änderte Mister Spex seine Rechtsform von GmbH zu AG und bereitete sich damit auf einen möglichen Börsengang im Jahr 2021 vor. Der Zeitpunkt wurde Mitte 2021 auf spätestens September des Jahres konkretisiert und dann auf 2. Juli festgelegt. Mister Spex hat mit seinem Debüt im geregelten Marktsegment Prime Standard der Frankfurter Wertpapierbörse 375 Millionen Euro eingenommen. Dabei wurden 15 Millionen Aktien zu je 25 Euro zugeteilt und die Mitte der von 23 bis 27 Euro reichenden Preisspanne als Ausgabepreis taxiert. In den Jahren nach dem Börsengang schrieb das Unternehmen rote Zahlen und der Handelspreis der Aktien fiel stark ab, bis auf Werte von nur noch 1,11 Euro im Jahr 2025.

### Anteilseigner
Das Unternehmen ist Mitglied des Deutsche Börse Venture Network, das Unternehmen mit potentiellen Investoren verknüpfen möchte.
2016 gehörten, nach eigenen Angaben, Scottish Equity Partners, Goldman Sachs, Grazia Equity, XAnge, DN Capital und der High-Tech Gründerfonds zu den Investoren. 2021 gehörten zu den Anteilseignern Investoren wie Goldman Sachs, DN Capital, der Intershop-Gründer Stephan Schambach und StudiVZ-Gründer Ehssan Dariani. Global Growth Capital, eine Tochter der Internet-Holding Rocket Internet, stellte zudem ein Darlehen bereit.

## Preise und Auszeichnungen
Das Unternehmen erhielt für seine erste Offline-Filiale in Berlin 2016 einen Red dot award. 2017 folgten ein iF Design Award und der POPAI D-A-CH Award. Des Weiteren erhielt das Unternehmen, laut der Studie „Reifegrad-Analyse Onlineshops 2014“ des EHI Retail Institute, in der Kategorie „Schmuck, Uhren & Brillen“ die beste Bewertung und wurde mit der höchsten Reifegradbezeichnung „Shopping-Highlight“ ausgezeichnet. Die Stiftung Warentest bewertete 2014 Mister Spex insgesamt mit befriedigend, wobei die Qualität der Brillen mit gut und die fachliche Beratung mit ausreichend benotet wurde.